# Meinrad Pizzinini
Meinrad Pizzinini (* 1943 in Lienz) ist ein österreichischer Historiker und Autor. Er verfasste zahlreiche Schriften über den Bezirk Lienz. Viel beachtet wurde auch seine erstmals 1984 und 2009 in dritter Auflage erschienene Biographie über den Tiroler Freiheitshelden Andreas Hofer.
Pizzinini studierte Geschichte, Kunstgeschichte und Germanistik an der Universität Innsbruck und schloss sein Studium 1968 mit der Promotion zum Dr. phil. ab. Beruflich war er in der Folge ab 1969 als Leiter bzw. Kustos der Historischen Sammlungen am Tiroler Landesmuseum Ferdinandeum tätig. Ab dem Wintersemester 1973/74 wirkte Pizzinini zudem Lektor an der Universität Innsbruck, an der er sich 1985 mit der Venia legendi „Kulturgeschichte Europas unter besonderer Berücksichtigung Tirols“ habilitierte. Pizzinini war in der Folge Dozent am Institut für Geschichtswissenschaften und Europäische Ethnologie der Universität Innsbruck.
Meinrad Pizzinini ist langjähriger Redakteur der Osttiroler Heimatblätter, einer regelmäßigen Beilage zur Bezirkswochenzeitung Osttiroler Bote.
Weiters war er Kurator mehrerer Ausstellungen im Heimatmuseum Schloss Bruck bei Lienz.
Im Jahr 2008 wurde ihm die Ehrenmitgliedschaft des Tiroler Landesmuseums Ferdinandeum verliehen, 2010 der Ehrenring der Stadt Lienz.
2013 erhielt Meinrad Pizzinini das Verdienstkreuz des Landes Tirol.

## Werke
- Zeitgeschichte Tirols – Innsbruck, Tyrolia, Innsbruck-Wien 1990, ISBN 978-3-7022-1720-4.[4]
- Ursula Pöck. Eine mittelalterliche Ritualmordlegende aus Lienz. In: Osttiroler Heimatblätter, Bd. 61, 3/4 (1993), S. 1–4.
- Osttirol: der Bezirk Lienz; seine Kunstwerke, historischen Lebens- und Siedlungsformen, St. Peter Verlag, ISBN 978-3-900173-17-3.
- Der Lavanter Kirchbichl: Ein heiliger Berg in Tirol – Lavant, Eigenverlag 2000.
- Spurensuche 3 Katalog: Teil II. Viele Grenzen – Viele Herren – Tirol
- Museum der Stadt Lienz Schloss Bruck, 2006.
- Alt-Tiroler Photoalbum – Salzburg, St. Peter 1979, ISBN 978-3-900173-25-8.
- Andreas Hofer: Seine Zeit – sein Leben – sein Mythos. Tyrolia Verlag, 3. Aufl., Innsbruck 2009. ISBN 978-3-702229733.